# Peregrin
Peregrin je mužské jméno latinského původu. Vykládá se jako poutník, cizinec. Jméno se někdy uvádí v počeštěné podobě Pelhřim.
Známé osoby se jménem Peregrin:
- Peregrino Anselmo (1902–1975), uruguayský fotbalista
- Peregrin Bral (v originále Peregrin Took), postava z knihy Pán prstenů
- Peregrino Gravani (1732–1815), hudební skladatel, varhaník a tenorista
- Peregrín Laziosi (1265–1345), katolický světec
- Peregrin Obdržálek (1825–1891), katolický kněz
- Peregrine Osborne, 2. vévoda z Leedsu (1659–1729), britský admirál, politik a dvořan
- Pelhřim z Vartenberka (?–1240), pražský biskup

Známé osoby s příjmením Peregrin: 
- Jaroslav Peregrin (* 28. 1. 1957), český logik a analytický filosof